# Liste der Kulturdenkmale in Schönbach (Sebnitz)
Die Liste der Kulturdenkmale in Schönbach (Sebnitz) enthält die in der amtlichen Denkmalliste des Landesamtes für Denkmalpflege Sachsen ausgewiesenen Kulturdenkmale im Sebnitzer Ortsteil Schönbach.
Die Anmerkungen sind zu beachten.
Diese Liste ist eine Teilliste der Liste der Kulturdenkmale in Sebnitz. 

Diese Liste ist eine Teilliste der Liste der Kulturdenkmale im Landkreis Sächsische Schweiz-Osterzgebirge. 

Diese Liste ist eine Teilliste der Liste der Kulturdenkmale in Sachsen.

## Legende
- Bild: Bild des Kulturdenkmals, ggf. zusätzlich mit einem Link zu weiteren Fotos des Kulturdenkmals im Medienarchiv Wikimedia Commons. Wenn man auf das Kamerasymbol klickt, können Fotos zu Kulturdenkmalen aus dieser Liste hochgeladen werden:
- Bezeichnung: Denkmalgeschützte Objekte und ggf. Bauwerksname des Kulturdenkmals
- Lage: Straßenname und Hausnummer oder Flurstücknummer des Kulturdenkmals. Die Grundsortierung der Liste erfolgt nach dieser Adresse. Der Link (Karte) führt zu verschiedenen Kartendiensten mit der Position des Kulturdenkmals. Fehlt dieser Link, wurden die Koordinaten noch nicht eingetragen. Sind diese bekannt, können sie über ein Tool mit einer Kartenansicht einfach nachgetragen werden. In dieser Kartenansicht sind Kulturdenkmale ohne Koordinaten mit einem roten bzw. orangen Marker dargestellt und können durch Verschieben auf die richtige Position in der Karte mit Koordinaten versehen werden. Kulturdenkmale ohne Bild sind an einem blauen bzw. roten Marker erkennbar.
- Datierung: Baubeginn, Fertigstellung, Datum der Erstnennung oder grobe zeitliche Einordnung entsprechend des Eintrags in der sächsischen Denkmaldatenbank
- Beschreibung: Kurzcharakteristik des Kulturdenkmals entsprechend des Eintrags in der sächsischen Denkmaldatenbank, ggf. ergänzt durch die dort nur selten veröffentlichten Erfassungstexte oder zusätzliche Informationen
- ID: Vom Landesamt für Denkmalpflege Sachsen vergebene, das Kulturdenkmal eindeutig identifizierende Objekt-Nummer. Der Link führt zum PDF-Denkmaldokument des Landesamtes für Denkmalpflege Sachsen. Bei ehemaligen Kulturdenkmalen können die Objektnummern unbekannt sein und deshalb fehlen bzw. die Links von aus der Datenbank entfernten Objektnummern ins Leere führen. Ein ggf. vorhandenes Icon  führt zu den Angaben des Kulturdenkmals bei Wikidata.

## Schönbach
| Bild                                    | Bezeichnung | Lage                         | Datierung                      | Beschreibung | ID       |
| --------------------------------------- | --- | ---------------------------- | ------------------------------ | --- | -------- |
| Direkt Bild zu diesem Denkmal hochladen | Sachgesamtheitsbestandteil der Sachgesamtheit Eisenbahnstrecke Bad Schandau–Sebnitz–Neustadt i. Sa. mit mehreren Einzeldenkmalen sowie die Trasse als Sachgesamtheitsteil | (Karte)                      | um 1880                        | Sachgesamtheitsbestandteil der Sachgesamtheit Eisenbahnstrecke Bad Schandau–Sebnitz–Neustadt i. Sa. mit folgenden Einzeldenkmalen: Haustein-Bogenbrücke (ID-Nr. 09299895), Naturstein-Unterführung (ID-Nr. 09299896), Eisenbahnbrücke (ID-Nr. 09299897), Unterführung (ID-Nr. 09299898) und Bahnwärterhaus mit Nebengebäude (ID-Nr. 092299914) sowie die Trasse als Sachgesamtheitsteil – eisenbahngeschichtlich von Bedeutung. | 09279061 |
| Direkt Bild zu diesem Denkmal hochladen | Haustein-Bogenbrücke (Einzeldenkmal zu ID-Nr. 09279061) | (Karte)                      | ca. 1877                       | Einzeldenkmal der Sachgesamtheit Eisenbahnstrecke Bad Schandau–Sebnitz–Neustadt i. Sa.: Haustein-Bogenbrücke – baugeschichtlich, eisenbahngeschichtlich und technikgeschichtlich von Bedeutung. Die Brücke ist in ihrer Steigung dem darüber führenden Weg angepasst worden. Haustein-Bogenbrücke (1877), in ihrer Steigung dem darüber führenden Weg angepasst, Bestandteil der wegen ihrer Ingenieurskunst bemerkenswerten Eisenbahnstrecke Bad Schandau–Sebnitz–Neustadt (Sachgesamtheit), baugeschichtlich, technikgeschichtlich und eisenbahngeschichtlich von Bedeutung. LfD/2012.                                                                                             | 09299895 |
|                                         | Naturstein-Unterführung (Einzeldenkmal zu ID-Nr. 09279061) | (Karte)                      | 1877                           | Einzeldenkmal der Sachgesamtheit Eisenbahnstrecke Bad Schandau–Sebnitz–Neustadt i. Sa.: Naturstein-Unterführung – baugeschichtlich, eisenbahngeschichtlich und technikgeschichtlich von Bedeutung. Denkmaltext Naturstein-Unterführung (1877), lichte Weite 3,50 m, lichte Höhe ebenso, Länge 16,50 m, Bestandteil der wegen ihrer Ingenieurskunst bemerkenswerten Eisenbahnstrecke Bad Schandau–Sebnitz–Neustadt (Sachgesamtheit), baugeschichtlich, technikgeschichtlich und eisenbahngeschichtlich von Bedeutung. LfD/2012. | 09299896 |
|                                         | Eisenbahnbrücke (Einzeldenkmal zu ID-Nr. 09279061) | (Karte)                      | ca. 1877                       | Einzeldenkmal der Sachgesamtheit Eisenbahnstrecke Bad Schandau–Sebnitz–Neustadt i. Sa.: Eisenbahnbrücke – baugeschichtlich, eisenbahngeschichtlich und technikgeschichtlich von Bedeutung. Eisenbahnbrücke, dreibogige Natursteinbrücke, die Bögen aus Sandstein, Bestandteil der wegen ihrer Ingenieurskunst bemerkenswerten Eisenbahnstrecke Bad Schandau–Sebnitz–Neustadt (Sachgesamtheit), baugeschichtlich, technikgeschichtlich und eisenbahngeschichtlich von Bedeutung. LfD/2012. | 09299897 |
| Direkt Bild zu diesem Denkmal hochladen | Unterführung (Einzeldenkmal zu ID-Nr. 09279061) | (Karte)                      | 1877                           | Einzeldenkmal der Sachgesamtheit Eisenbahnstrecke Bad Schandau–Sebnitz–Neustadt i. Sa.: Unterführung – baugeschichtlich, eisenbahngeschichtlich und technikgeschichtlich von Bedeutung. Das übliche Granitmauerwerk mit Sandsteinbogen, abgestufte Flügelmauern, lichte Weite 3,50 m, lichte Höhe 3,80 m, Länge 10 m. Unterführung (1877), Granitmauerwerk mit Sandsteinbogen, abgestufte Flügelmauern, lichte Weite 3,50 m, lichte Höhe 3,80 m, Länge 10 m, Bestandteil der wegen ihrer Ingenieurskunst bemerkenswerten Eisenbahnstrecke Bad Schandau–Sebnitz–Neustadt (Sachgesamtheit), baugeschichtlich, technikgeschichtlich und eisenbahngeschichtlich von Bedeutung. LfD/2012. | 09299898 |
| Direkt Bild zu diesem Denkmal hochladen | Denkmal | Martin-May-Straße (Karte)    |                                | Kriegerdenkmal – Denkmal für die Gefallenen des Ersten Weltkrieges. | 09300340 |
| Direkt Bild zu diesem Denkmal hochladen | Wohnstallhaus, Seitengebäude und Scheune eines Bauernhofes | Martin-May-Straße 1 (Karte)  | 1. Hälfte 19. Jh.              | Wohnstallhaus und Seitengebäude beide Obergeschoss Fachwerk, Holzscheune, geschlossene und nahezu unverändert erhaltene Anlage – baugeschichtlich von Bedeutung. Holzscheune: mit zwei Toren, originale Fenster. | 09276803 |
| Direkt Bild zu diesem Denkmal hochladen | Wohnstallhaus | Martin-May-Straße 3 (Karte)  | wohl 18. Jh.                   | Obergeschoss Fachwerk verschiefert, baugeschichtliche Bedeutung, Giebel mit Schieferbildwand. | 09276805 |
| Direkt Bild zu diesem Denkmal hochladen | Wohnstallhaus und Holzscheune | Martin-May-Straße 6 (Karte)  | bez. 1898 (Kern wohl älter)    | Wohnstallhaus Obergeschoss Fachwerk, Giebel ornamental verschiefert, u. a. baugeschichtlich von Bedeutung, Holzscheune: massiver Sockel, originale Fenster. | 09276804 |
| Direkt Bild zu diesem Denkmal hochladen | Wohnstallhaus | Martin-May-Straße 12 (Karte) | bez. im Sturz 1840             | Obergeschoss Fachwerk, teils verbrettert, baugeschichtliche Bedeutung. | 09276808 |
| Direkt Bild zu diesem Denkmal hochladen | Wohnstallhaus | Martin-May-Straße 13 (Karte) | 2. Hälfte 19. Jh.              | Obergeschoss Fachwerk, baugeschichtliche Bedeutung. | 09276807 |
| Direkt Bild zu diesem Denkmal hochladen | Wohnstallhaus | Martin-May-Straße 17 (Karte) | Kern 18. Jh.                   | Obergeschoss Fachwerk, baugeschichtliche Bedeutung, Obergeschoss Fachwerk, teils verbrettert. | 09276809 |
| Direkt Bild zu diesem Denkmal hochladen | Wohnstallhaus | Martin-May-Straße 19 (Karte) | 1. H. 19. Jh., womöglich älter | Obergeschoss Fachwerk, baugeschichtliche Bedeutung. | 09299779 |
| Direkt Bild zu diesem Denkmal hochladen | Wohnstallhaus | Martin-May-Straße 23 (Karte) | Mitte 19. Jh.                  | Obergeschoss Fachwerk, baugeschichtliche Bedeutung. | 09276812 |
| Direkt Bild zu diesem Denkmal hochladen | Auszugshaus | Martin-May-Straße 25 (Karte) | 1. Hälfte 19. Jh.              | kleines Fachwerkgebäude, auch im Erdgeschoss teilweise Fachwerk, baugeschichtliche und sozialgeschichtliche Bedeutung. | 09276813 |
| Direkt Bild zu diesem Denkmal hochladen | Wohnstallhaus und Holzscheune | Martin-May-Straße 31 (Karte) | im Sturz bez. 1831             | stattliches Wohnstallhaus mit Obergeschoss Fachwerk, verputzt, u. a. baugeschichtliche Bedeutung. | 09276815 |
| Direkt Bild zu diesem Denkmal hochladen | Wohnstallhaus und zwei Seitengebäude eines Dreiseithofes | Martin-May-Straße 37 (Karte) | im Sturz bez. 1845             | Wohnstallhaus Obergeschoss Fachwerk, verbrettert, u. a. baugeschichtlich bedeutend. | 09276818 |
| Weitere Bilder                          | Wohnhaus (Umgebinde) mit später angebautem Gasthaus | Martin-May-Straße 41 (Karte) | nach 1900                      | baugeschichtliche Bedeutung. | 09276820 |
| Weitere Bilder                          | Wohnstallhaus (Umgebinde) mit hölzernem Schuppenanbau | Martin-May-Straße 49 (Karte) | Mitte 19. Jh.                  | Obergeschoss Fachwerk verschiefert, baugeschichtliche Bedeutung | 09276822 |
| Direkt Bild zu diesem Denkmal hochladen | Wohnstallhaus, mit Granittrog im Hof | Martin-May-Straße 53 (Karte) | im Sturz bez. 1853             | u. a. baugeschichtliche Relevanz, schöne Stallportale. | 09276336 |
|                                         | Bahnwärterhaus mit Nebengebäude (Einzeldenkmal zu ID-Nr. 09279061) | Naßweg 1 (Karte)             | vor 1900                       | Einzeldenkmale der Sachgesamtheit Eisenbahnstrecke Bad Schandau–Sebnitz–Neustadt i. Sa.: Bahnwärterhaus mit Nebengebäude – baugeschichtlich, eisenbahngeschichtlich und technikgeschichtlich von Bedeutung. Bahnwärterhaus mit Nebengebäude (vor 1900), anderthalb-geschossiger bzw. eingeschossiger Putzbau im typischen Schweizerstil, Bestandteil der wegen ihrer Ingenieurskunst bemerkenswerten Eisenbahnstrecke Bad Schandau–Sebnitz–Neustadt (Sachgesamtheit), baugeschichtlich und eisenbahngeschichtlich von Bedeutung. LfD/2012. | 09299914 |
| Direkt Bild zu diesem Denkmal hochladen | Wohnstallhaus mit Backhaus | Neubau 3 (Karte)             | um 1900                        | bau- und sozialgeschichtliche Bedeutung. Kleines Backhaus auf freiem Feld, mit Fachwerk. | 09276816 |
|                                         | Wohnhaus (Umgebinde) | Ungerweg 1 (Karte)           | 1. H. 19. Jh.                  | Obergeschoss Fachwerk verbrettert, baugeschichtliche Bedeutung. | 09276811 |
| Direkt Bild zu diesem Denkmal hochladen | Keller mit Gewölbe, auf freiem Feld gelegen | Ungerweg 15 (zu) (Karte)     | 19. Jh.                        | ortsgeschichtlich interessant | 09276810 |